# Yicheng (Zaozhuang)
Yicheng (chinesisch 峄城区, Pinyin Yìchéng Qū) ist ein chinesischer Stadtbezirk und gehört zum Verwaltungsgebiet der bezirksfreien Stadt Zaozhuang im Süden der Provinz Shandong. Er hat eine Fläche von 635 km² und zählt 364.238 Einwohner (Stand: Zensus 2010).

## Administrative Gliederung
Auf Gemeindeebene setzt sich der Stadtbezirk aus zwei Straßenvierteln und fünf Großgemeinden zusammen. 